# Темкино (Калининградская область)
Темкино (нем. Mertensdorf) — посёлок в Правдинском районе Калининградской области. Входит в состав Правдинского городского поселения.

## Население
| 2002 | 2010 |
| ---- | ---- |
| 219  | ↘179 |